# Матуш Голенда
Матуш Голенда (словац. Matúš Holenda; 20 квітня 1995, м. Тренчин, Словаччина) — словацький хокеїст, захисник. Виступає за «Дукла» (Тренчин) у Словацькій Екстралізі.
Вихованець хокейної школи «Дукла» (Тренчин). Виступав за «Дукла» (Тренчин), «Оранж 20» (Братислава).
У чемпіонатах Словаччини — 13 матчів (0+0).
У складі національної збірної Словаччини провів 3 матчі (0+0). У складі молодіжної збірної Словаччини учасник чемпіонату світу 2015. У складі юніорської збірної Словаччини учасник чемпіонату світу 2013.
Досягнення
- Бронзовий призер молодіжного чемпіонату світу (2015).